# (4809) Robertball
(4809) Robertball es un asteroide perteneciente al cinturón de asteroides descubierto por Maximilian Franz Wolf el 5 de septiembre de 1928 desde el Observatorio de Heidelberg-Königstuhl, Alemania.

## Designación y nombre
Robertball fue designado inicialmente como 1928 RB.
Posteriormente, en 2004, se nombró en honor del astrónomo y matemático irlandés Robert Stawell Ball (1840-1913).

## Características orbitales
Robertball orbita a una distancia media del Sol de 2,567 ua, pudiendo acercarse hasta 1,928 ua y alejarse hasta 3,206 ua. Su inclinación orbital es 13,68 grados y la excentricidad 0,2489. Emplea 1502 días en completar una órbita alrededor del Sol.

## Características físicas
La magnitud absoluta de Robertball es 12,8.